# Hohenzollernhaus
Hohenzollernhaus je horská chata v rakouských Alpách. Je spravována sekcí Starnberg Německého alpského spolku. Byla postavena v roce 1924 a od té doby je průběžně opravována a přestavována. Po 2. světové válce několikrát změnila vlastníka kvůli změnám politické situace a vztahům mezi alpskými spolky v Rakousku a Německu.
Chata nabízí 46 lůžek, z toho je 40 lůžek ve společné noclehárně. V zimě je otevřená vedlejší chatka bez obsluhy se 16 lůžky.

## Poloha
Chata Hohenzollernhaus leží ve výšce 2123 m n. m. v malém pohoří Nauderer Berge, které patří do většího celku Ötztalské Alpy. Stojí v údolí Radurschltal jižně nad městečkem Pfunds v Tyrolsku v Rakousku.

## Příjezd
- Vlakem do Landecku z Mnichova nebo Innsbrucku a dále autobusem do městečka Pfunds, případně autem na některé z více parkovišť v obci (970 m n. m.).

## Výstup
- Přístup vede pěšky po lesní silničce z Pfunds (cca 5:30 hodin) nebo z lesního parkoviště Wildmoos na téže silničce (2 hodiny).
- V zimě se používá také přístup od lanovek v Kaunertal přes sedlo Roter Schragen (2:30 hodiny).

## Túry, výstupy na vrcholky
- Glockturm (3353 m) 4 hodiny
- Wildnörderer (3011 m) 3 hodiny

- přechod na chatu Gepatschhaus (1925 m) 6 hodin